# Ryuji Izumi
Ryuji Izumi (和泉 竜司, Izumi Ryuji), né le 6 novembre 1993, est un footballeur japonais.

## Biographie
Izumi commence sa carrière professionnelle en 2016 avec le club du Nagoya Grampus, club de J1 League. Le club relégué en J2 League à l'issue de la saison 2016. Il est 3e de J2 League en 2017 avec cette équipe, obtenant par la même occasion la montée en J1 League. Il dispute un total de 116 matchs en avec le club. En 2020, il est transféré au Kashima Antlers.